# 1993 في الأرجنتين
فيما يلي قوائم الأحداث التي وقعت خلال عام 1993 في الأرجنتين.

## سياسة

### تعيين في المنصب
- 10 ديسمبر – ماريو نيجري عضو مجلس النواب في الأرجنتين ‏.

### انتهاء فترة المنصب
- 1 يناير – همفري مود سفير المملكة المتحدة لدى الأرجنتين ‏.

## مواليد

### يناير
- 1 يناير – بريندا غونزاليس متسابقة ملكة جَمال أرجنتينية.
- 1 يناير – خوان ميغيل جايمي لاعب كرة قدم أرجنتيني.
- 2 يناير – رودريغو غوميز لاعب كرة قدم أرجنتيني.
- 11 يناير – دييغو خوان أغيري لاعب كرة قدم أرجنتيني.
- 20 يناير – فيديريكو كارتابيا لاعب كرة قدم أرجنتيني.
- 23 يناير – فابيو ألفاريس لاعب كرة قدم أرجنتيني.
- 30 يناير – غابرييل ايسبارزا لاعب كرة قدم أرجنتيني.

### فبراير
- 4 فبراير – اليسيو انوسينتي لاعب كرة قدم إيطالي.
- 4 فبراير – إميليانو ريجوني لاعب كرة قدم أرجنتيني.
- 4 فبراير – فيديريكو فيجا لاعب كرة قدم أرجنتيني.
- 6 فبراير – فرانكو فراغابان لاعب كرة قدم أرجنتيني.
- 7 فبراير – فيكتور كابريرا لاعب كرة قدم أرجنتيني.
- 8 فبراير – جاليزي تايافيك لاعب كرة سلة أرجنتيني.
- 15 فبراير – مانويل لانزيني لاعب كرة قدم أرجنتيني.
- 18 فبراير – أبيل لوتشياتا لاعب كرة قدم أرجنتيني.
- 19 فبراير – فاكوندو كوبوس لاعب كرة قدم أرجنتيني.
- 19 فبراير – ماورو إيكاردي لاعب كرة قدم أرجنتيني.
- 20 فبراير – برونو فيديس لاعب كرة قدم أرجنتيني.
- 20 فبراير – فاوستو جريلو لاعب كرة قدم برازيلي.
- 20 فبراير – ماوريسيو مارتينيز لاعب كرة قدم أرجنتيني.
- 21 فبراير – غاستون كويفاس لاعب كرة قدم أرجنتيني.
- 23 فبراير – غوستافو فيلارويل لاعب كرة قدم أرجنتيني.
- 25 فبراير – غونزالو كيروغا لاعب كرة طائرة أرجنتيني.

### مارس
- 1 مارس – كارلوس لوكي لاعب كرة قدم أرجنتيني.
- 2 مارس – نيكولاس بروسينو لاعب كرة سلة أرجنتيني.
- 9 مارس – لوكاس كامبانا لاعب كرة قدم أرجنتيني.
- 16 مارس – ماتياس دياز لاعب رغبي أرجنتيني.
- 18 مارس – ميغيل ميلادو لاعب كرة قدم أرجنتيني.
- 20 مارس – فابيان نوغويرا لاعب كرة قدم أرجنتيني.
- 23 أكتوبر – خافيير مارسيلو كوريا لاعب كرة قدم أرجنتيني.
- 24 مارس – باتريسيو روميرو لاعب كرة قدم أرجنتيني.
- 27 مارس – جونزالو إسكالانتي لاعب كرة قدم أرجنتيني.
- 27 مارس – كريستيان خوانكا لاعب كرة قدم أرجنتيني.
- 28 مارس – خوسيه منديز لاعب كرة قدم أرجنتيني.
- 29 مارس – لورينزو فارفيلي لاعب كرة قدم أرجنتيني.
- 29 مارس – ماتياس رودريغيز لاعب كرة قدم أرجنتيني.
- 31 مارس – فيديريكو فاسكيز لاعب كرة قدم برازيلي.

### أبريل
- 2 أبريل – برونو زوكوليني لاعب كرة قدم أرجنتيني.
- 5 أبريل – غاستون ألفاريس سواريز لاعب كرة قدم أرجنتيني.
- 6 أبريل – دافيد فالديز لاعب كرة قدم أرجنتيني.
- 13 أبريل – فرانسيسكو فيدريسزيوسكي لاعب كرة قدم أرجنتيني.
- 17 أبريل – جبريل ميغيل غيرا لاعب كرة قدم أرجنتيني.
- 17 أبريل – ناهويل لوسادا لاعب كرة قدم أرجنتيني.
- 20 أبريل – ماركوس جبريل فرنانديز لاعب كرة قدم أرجنتيني.
- 29 أبريل – بابلو بيكر لاعب كرة قدم جنوب أفريقي.
- 30 أبريل – خوان أوفييدو لاعب كرة قدم أرجنتيني.

### مايو
- 1 مايو – ألان جبريل رودريغيز لاعب كرة قدم أرجنتيني.
- 1 مايو – ألكسيس فيغا لاعب كرة قدم أرجنتيني.
- 2 مايو – فاكوندو كوينيون لاعب كرة قدم أرجنتيني.
- 2 مايو – لياندرو بلانك ملاكم أرجنتيني.
- 4 مايو – خورخي كوريا لاعب كرة قدم أرجنتيني.
- 6 مايو – غاستون جيل روميرو لاعب كرة قدم أرجنتيني.
- 10 مايو – ماركوس بيريز لاعب كرة قدم أرجنتيني.
- 12 مايو – نيكولاس فابيان رودريغيز لاعب كرة قدم أرجنتيني.
- 17 مايو – باتريسيو غارينو لاعب كرة سلة أرجنتيني.
- 20 مايو – أغوستينا باروسو لاعبة كرة قدم أرجنتينية.
- 21 مايو – ماتياس كرانفايتر لاعب كرة قدم أرجنتيني.
- 22 مايو – سانتياغو إغليسياس فالديز لاعب اتحاد الرغبي أرجنتيني.
- 23 مايو – رافاييل باريوس لاعب كرة قدم أرجنتيني.
- 25 مايو – خوان إدغاردو راميريز لاعب كرة قدم أرجنتيني.
- 26 مايو – فيكتور سالازار لاعب كرة قدم أرجنتيني.
- 28 مايو – فرانكو فلوريس لاعب كرة قدم أرجنتيني.

### يونيو
- 4 يونيو – خوان إيتوربي لاعب كرة قدم أرجنتيني.
- 13 يونيو – غونزالو نيكولاس مارتينيز لاعب كرة قدم أرجنتيني.
- 16 يونيو – رينزو سارافيا لاعب كرة قدم أرجنتيني.
- 18 يونيو – فيديريكو برونو عداء مسافات متوسطة أرجنتيني.
- 20 يونيو – ألكسيس أسبرتسا لاعب كرة قدم أرجنتيني.
- 30 يونيو – إيفو تشافيس لاعب كرة قدم أرجنتيني.
- 30 يونيو – لوكاس بيريز غودوي لاعب كرة قدم أرجنتيني.

### يوليو
- 8 يوليو – ايمانويل غارسيا لاعب كرة قدم أرجنتيني.
- 15 يوليو – خوان لايرا لاعب كرة قدم أرجنتيني.
- 21 يوليو – والتير مونتويا لاعب كرة قدم أرجنتيني.
- 22 يوليو – إزرائيل كول لاعب كرة قدم أرجنتيني.
- 28 يوليو – ليونيل بيرس لاعب كرة قدم أرجنتيني.

### أغسطس
- 13 أغسطس – ألان أغيري لاعب كرة قدم أرجنتيني.
- 16 أغسطس – إريك غودوي لاعب كرة قدم أرجنتيني.
- 19 أغسطس – آلان رويز لاعب كرة قدم أرجنتيني.
- 20 أغسطس – كيفين اتابيل لاعب كرة قدم أرجنتيني.
- 23 أغسطس – نيكولاس رينالدي لاعب كرة قدم أرجنتيني.
- 24 أغسطس – أليخاندرو مونتيال لاعب كرة قدم أرجنتيني.
- 24 أغسطس – ميغيل باربييري لاعب كرة قدم أرجنتيني.
- 25 أغسطس – والتر بو لاعب كرة قدم أرجنتيني.
- 28 أغسطس – لوسيانو روميرو لاعب كرة قدم أرجنتيني.

### سبتمبر
- 13 سبتمبر – خوسيه لويس غوميز لاعب كرة قدم أرجنتيني.
- 17 سبتمبر – كريستيان فيغا
- 18 سبتمبر – نيكولاس راتي لاعب كرة قدم إسباني.
- 19 سبتمبر – فالنتينا فيرير
- 19 سبتمبر – فرانسيسكو بيزيني لاعب كرة قدم أرجنتيني.
- 21 سبتمبر – فاكوندو عيسى لاعب رغبي أرجنتيني.
- 23 سبتمبر – جوناثان كاييري لاعب كرة قدم أرجنتيني.
- 24 سبتمبر – فرانكو مازوريك لاعب كرة قدم أرجنتيني.
- 27 سبتمبر – لوكاس رودريغيز لوكاس رودريغيز.
- 27 سبتمبر – ليساندرو ماجالان لاعب كرة قدم أرجنتيني.
- 30 سبتمبر – ديغو ميندوزا لاعب كرة قدم أرجنتيني.

### أكتوبر
- 5 أكتوبر – فيديريكو برافو لاعب كرة قدم أرجنتيني.
- 5 أكتوبر – لوكاس نوغويرا باز لاعب رغبي أرجنتيني.
- 15 أكتوبر – فرانكو بيلوك لاعب كرة قدم أرجنتيني.
- 20 أكتوبر – اليكسيس سوتو لاعب كرة قدم أرجنتيني.
- 20 أكتوبر – خواكين باز
- 20 أكتوبر – غوستافو غوتي لاعب كرة قدم أرجنتيني.
- 23 أكتوبر – خافيير مارسيلو كوريا لاعب كرة قدم أرجنتيني.
- 29 أكتوبر – جولييان مونتويا لاعب رغبي أرجنتيني.

### نوفمبر
- 3 نوفمبر – ماكارينا غاندولفو لاعبة كرة يد أرجنتينية.
- 8 نوفمبر – فاكوندو خواريز لاعب كرة قدم أرجنتيني.
- 13 نوفمبر – لواترو جيانيتي لاعب كرة قدم أرجنتيني.
- 15 نوفمبر – باولو ديبالا لاعب كرة قدم أرجنتيني.
- 18 نوفمبر – فالنتينا كامارا لاعبة كرة قدم أرجنتينية.

### ديسمبر
- 5 ديسمبر – لوسيانو فييتو لاعب كرة قدم أرجنتيني.
- 25 ديسمبر – أدريانا زاكس لاعبة كرة قدم أرجنتينية.
- 30 ديسمبر – لاوتارو رينالدي لاعب كرة قدم أرجنتيني.

## وفيات

### يناير
- 1 يناير – أوقستو هيوز (مواليد 1931) عسكري أرجنتيني.
- 1 يناير – روبيرتو إرانييتا (مواليد 1915) لاعب كرة قدم أرجنتيني.
- 24 يناير – هيكتور دي بورغوينغ (مواليد 1934) لاعب كرة قدم أرجنتيني.

### أبريل
- 13 أبريل – إسحاق روجاس (مواليد 1906) سياسي أرجنتيني.
- 30 أبريل – ماريو إيفاريستو (مواليد 1908) لاعب كرة قدم أرجنتيني.

### يوليو
- 18 يوليو – هيكتور فريستشي (مواليد 1911) لاعب كرة قدم أرجنتيني.

### أغسطس
- 5 أغسطس – فرانسيسكو روا (مواليد 1911) لاعب كرة قدم أرجنتيني.
- 24 أغسطس – ليوبولدو كونتاربيو (مواليد 1929) لاعب كرة سلة أرجنتيني.
- 29 أغسطس – كارلوس سانتياغو نينو (مواليد 1943) فيلسوف أرجنتيني.

### ديسمبر
- 14 ديسمبر – سيلفينا أوكامبو (مواليد 1903) كاتبة أرجنتينية.